# Stephan Loge

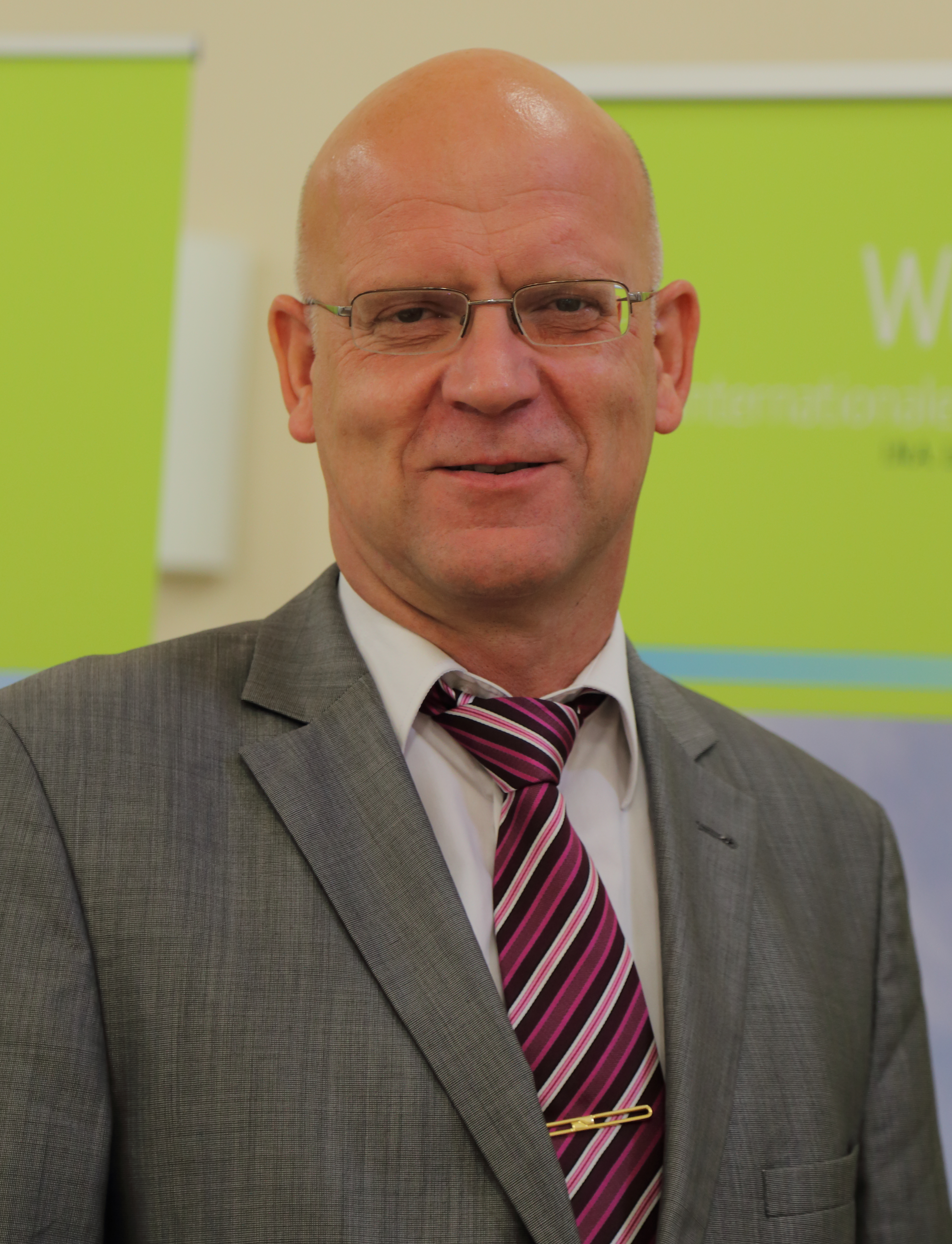
Stephan Loge (2014)

Stephan Loge (* 18. Juli 1959 in Görlitz) ist ein deutscher Politiker (SPD). Von 2008 bis 2024 war er Landrat des brandenburgischen Landkreises Dahme-Spreewald.

## Ausbildung und Beruf
Stephan Loge besuchte eine Polytechnische Oberschule und absolvierte anschließend von 1976 bis 1978 eine Berufsausbildung zum Facharbeiter für Eisenbahntransporttechnik. Nach dieser Ausbildung arbeitete Loge vier Jahre als Fahrdienstleiter am Bahnhof in Uhsmannsdorf bei Niesky. Nach dem Ende seines Grundwehrdienstes machte er von 1981 bis 1986 ein Fernstudium an der Ingenieurschule für Transportbetriebstechnologie in Gotha. Parallel dazu arbeitete Loge bis 1990 als Zugdispatcher beim Reichsbahnamt Bautzen.
Stephan Loge hat zwei Töchter.

## Politische Tätigkeit
1990 trat Loge in die SPD ein. Von 1990 bis 1994 war er Dezernent für Kommunale Betriebe bei der Stadt Görlitz. Anschließend war Loge Landesgeschäftsführer der SGK Sachsen und danach von 1995 bis 2002 zweiter Bürgermeister der Großen Kreisstadt Freital. Zudem war Loge Stadtverordneter der Stadt Görlitz und anschließend von 1999 bis 2001 Gemeindevertreter der Einheitsgemeinde Schöpstal. Im Jahr 2001 trat Loge als Kandidat seiner Partei bei der Oberbürgermeisterwahl in Freital an.
Ab 2002 war Loge stellvertretender Landrat und Baudezernent des Landkreises Dahme-Spreewald. Ab 2004 war er Vorsitzender des SPD-Ortsvereins der Stadt Lübben (Spreewald). Im März 2008 wurde Loge zum Landrat des Landkreises Dahme-Spreewald gewählt. Gleichzeitig wurde er Bundesvorstand der SGK. Von 2010 bis 2021 war Stephan Loge Mitglied im Landesvorstand der SPD Brandenburg, außerdem war er von 2013 bis zum 14. April 2018 Vorsitzender des SPD-Kreisverbandes Dahme-Spreewald.

## Sonstige Tätigkeiten
Von 2009 bis 2018 war Stephan Loge Vorsitzender des Brandenburgischen Radsportverbandes. Des Weiteren vertritt Loge den Landkreis Dahme-Spreewald von Amts wegen in verschiedenen Gesellschafterversammlungen sowie im Aufsichtsrat des Verkehrsverbundes Berlin-Brandenburg.